# Grizel Baillie
Grizel Baillie, nascida Hume (Castelo Redbraes, Berwickshire, 25 de dezembro de 1665 — Londres, 6 de dezembro de 1746) foi uma escritora e compositora de canções populares britânica.

## Biografia

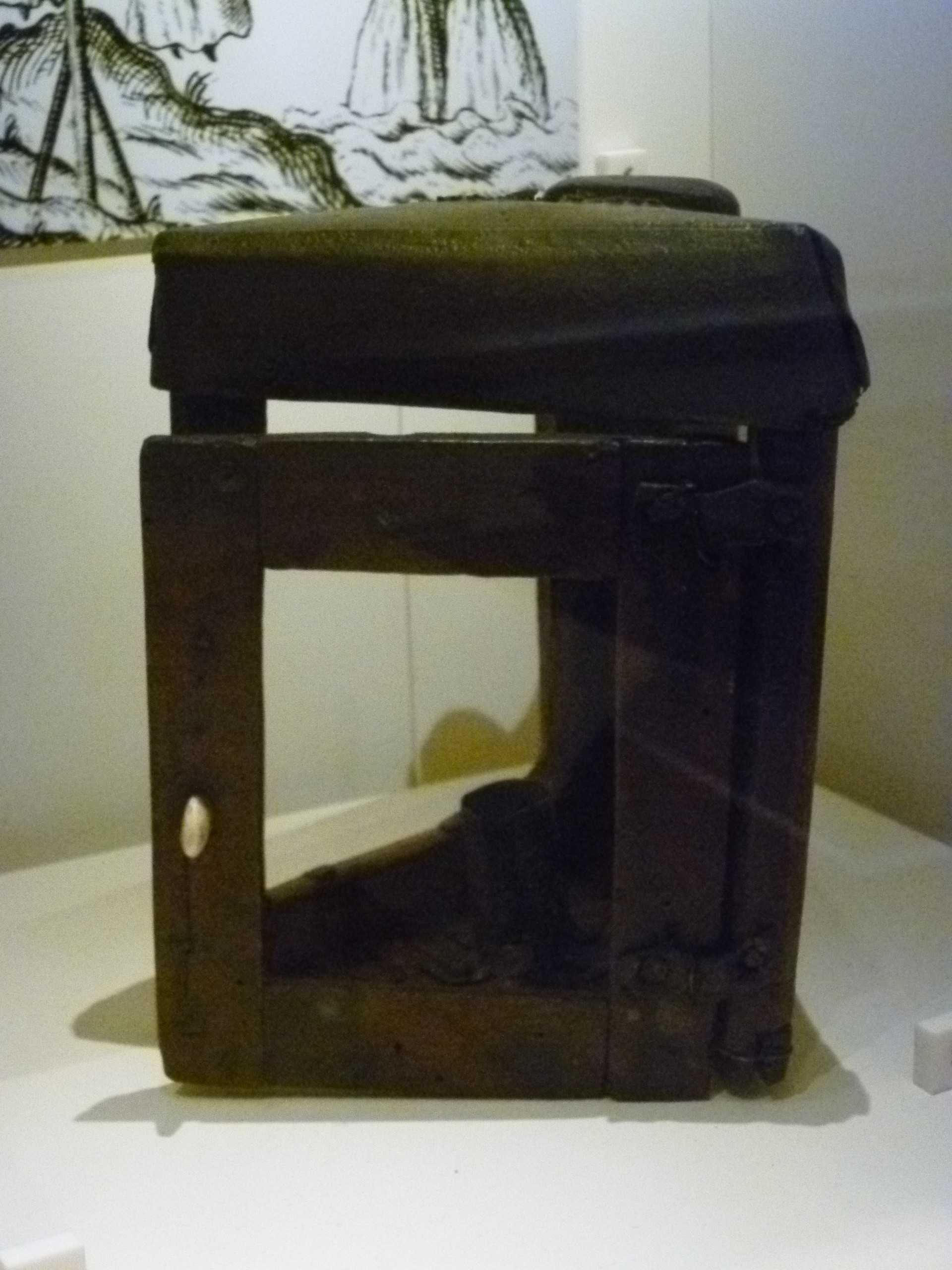
A lanterna que ela usava para visitar seu pai na clandestinidade, no Museu da Escócia.

Nascida no Castelo Redbraes, Berwickshire, Grizel Hume era a filha mais velha do baronete Patrick Hume (mais tarde conde de Marchmont). Quando tinha doze anos de idade, entregava secretamente as cartas de seu pai para o conspirador escocês Robert Baillie de Jerviswood, que estava então na prisão por ter participado da Conspiração de Rye House em 1683 - um plano para assassinar o rei Carlos II da Inglaterra e seu irmão (e herdeiro do trono) Jaime, duque de Iorque. A simpatia de Hume por Baillie fez dele um homem suspeito, e as tropas do rei ocuparam o Castelo Redbraes. Ele permaneceu escondido durante algum tempo na cripta da igreja paroquial de Polwarth, onde sua filha clandestinamente levava-lhe comida; mas ao saber da execução de Baillie (1684), ele fugiu para as Províncias Unidas, onde sua família se juntou a ele logo depois. Eles voltaram para a Escócia depois da Revolução Gloriosa.
Em 17 de setembro de 1692, Lady Grizel casou-se com George Baillie, filho de Robert. O casal se conheceu quando eram adolescentes, e supostamente se apaixonaram desde então. O que se sabe ao certo é que depois de retornar para a Escócia, Lady Grizel recusou a oferta para ser uma das damas de companhia da Rainha Maria, e convenceu seus pais de que se casar com Baillie seria algo mais vantajoso. O casal teve duas filhas: Grizel (1692-1759), que se casou com um oficial do exército britânico, Alexander Murray de Stanhope em 1710; e Rachel (1696-1773), que se casou com Charles Hamilton, Lorde Binning em 1717 (e cujo filho Thomas tornou-se o 7º Conde de Haddington). Eles ainda tiveram um filho, que morreu muito criança, Robert (23 de fevereiro de 1694 - 28 de fevereiro de 1696).
Grizel morreu aos 80 anos, em Londres, no dia 6 de dezembro de 1746, e foi sepultada em Mellerstain, ao lado de seu marido.

## Obras

### Canções
Sua filha mais velha, Lady Grizel Murray de Stanhope, tinha em sua posse um manuscrito em prosa e verso de sua mãe. Algumas das canções foram impressas na Tea-Table Miscellany do poeta escocês Allan Ramsay. A mais famosa das canções em escocês de Lady Grizel é "And werena my heart light I wad dee", publicada originalmente no Orpheus Caledonius, or a Collection of the Best Scotch Songs (1725) do musicólogo William Thomson.

### Registros contábeis domésticos
Os registros contábeis domésticos de Lady Grizel Baillie, cuidadosamente mantidos de 1692 até 1746, revelam informações sobre a vida social na Escócia do século XVIII. Suas anotações têm início logo após seu primeiro ano de casada e terminam pouco antes de sua morte, e consistem de mais de mil páginas. Em 1911, a Sociedade História Escocesa publicou uma edição acadêmica de 400 páginas dos registros de Lady Grizel Baillie, editada por Robert Scott-Moncrieff. Esta edição é voltada principalmente para os registros de 1692 até 1718, que dão maiores detalhes sobre os primeiros anos de casamento dos Baillies, os nascimentos e educação dos seus filhos e os casamentos de suas filhas. Historiadores citaram esses registros para demonstrar o custo dos produtos e para fornecer evidência para a ingestão calórica dos empregados durante este período.

## Legado
Muito se sabe sobre o casamento e a família de George e Grizel Baillie graças à biografia escrita por sua filha, Grizel Murray. Embora não destinada à publicação, a biografia foi impressa em 1809, em Observations on the Historical Work of the Right Honorable Charles James Fox sob o título de "Lady Murray's Narrative". A Correspondência de George Baillie (1702-1708) foi editada por Lorde Minto para o Bannatyne Club em 1842.
Lady Grizel foi também imortalizada pela poetisa escocesa Joanna Baillie, que dizia ser uma parente distante, em um poema publicado pela primeira vez em 1821, em Metrical Legends of Exalted Characters.